# Bolt (firma)
Bolt, dříve Taxify, je mezinárodní platforma pro přepravu osob ve městech, která byla založena v Tallinu v Estonsku.
Od února 2019 působí Bolt ve 30 zemích a 100 městech v Evropě, Africe, západní Asii a v Austrálii. Společnost prostřednictvím své aplikace přepravila přes 25 milionů cestujících po celém světě.
Firma také provozuje sdílená elektrokola. V Praze jich je 50 kusů.

## Historie
Bolt založil v roce 2013 devatenáctiletý student střední školy Markus Villig s cílem spojit všechny taxíky v Tallinu a Rize do jedné platformy. Služba startovala v srpnu 2013 a v roce 2014 expandovala do zahraničí.
V roce 2017 Bolt začala nabízet služby v Londýně akvizicí lokální taxi firmy s licencí, ale regulační instituce Transport for London mu činnost zakázala. Později začala nabízet služby ve městech Paříž a Lisabon.
V červnu 2019 se aplikace Bolt vrátila do Londýna s 20 000 zaregistrovanými partnerskými řidiči.
V srpnu 2019 spustila společnost rozvoz jídla v Tallinnu pod názvem Bolt Food s plánem expanze do dalších měst v rámci Evropy a Afriky v následujících měsících.

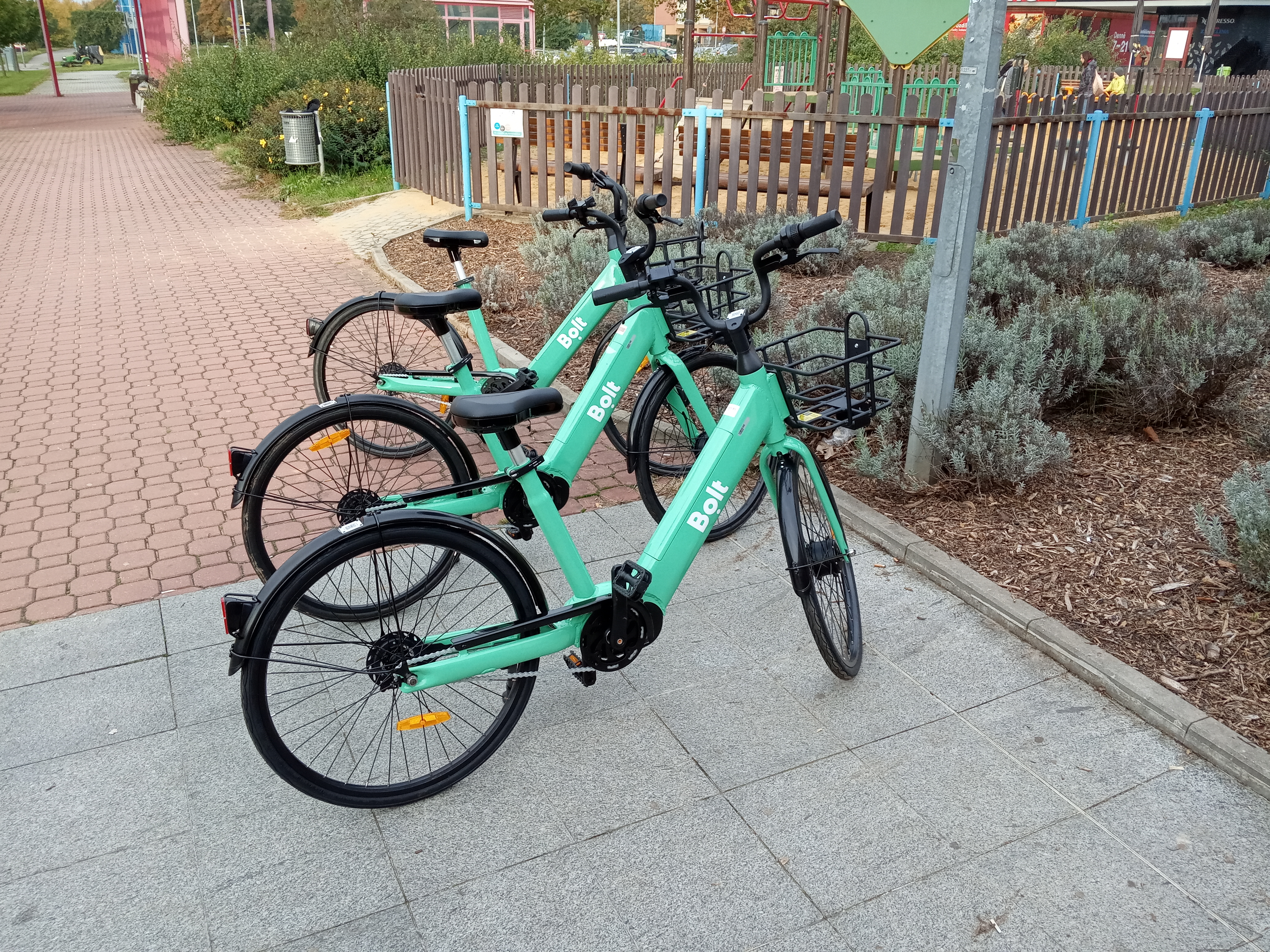
Elektrokola Bolt v Praze

## Financování
Mezi první investory patřil český Bolt Start Up Development, který v roce 2016 do Taxify investoval 8 milionů Kč a v prosinci 2017 svůj podíl prodal za 70 milionů Kč. Před oznámením strategického partnerství s čínskou firmou na sdílení aut DiDi, Bolt dostal přes 2 miliony euro z investičního kapitálu od estonských a finských andělských investorů. V srpnu 2017 firma DiDi investovala do Bolt "8cifernou sumu" v dolarech. V květnu 2018 v dalším kole dostala firma investici 175 milionu dolarů a její tržní hodnota dosáhla miliardy dolarů.